# Powers Lake, North Dakota
Powers Lake är en ort i Burke County, North Dakota, USA.